# NAC Breda in het seizoen 2010/11
Het seizoen 2010-2011 van NAC Breda was het 54ste seizoen van de Nederlandse voetbalclub uit Breda in het betaald voetbal. De club speelde net als het voorgaande seizoen, toen het op de tiende plaats was geëindigd, in de Eredivisie.

## Achtergrond
In het voorgaande seizoen was NAC Breda na de reguliere competitie op de tiende plaats geëindigd. Gaandeweg het seizoen kwam steeds meer aan het licht dat NAC afstevende op een groot verlies over het lopende seizoen van 3,1 miljoen en was daardoor genoodzaakt om flink te bezuinigen voor dit seizoen. Een hoop spelers zijn vertrokken en zo werd de selectie teruggedrongen naar 23 man.
Tevens werd NAC door de KNVB gestraft vanwege het feit dat in het vorige seizoen NAC Breda te laat was met de afdracht van de premies aan het spelersfonds. De straf die ze kregen was dat ze dit seizoen met 1 punt aftrek moesten beginnen, waardoor het seizoen begon met −1.
Op 21 augustus 2010 werd bekend dat trainer Robert Maaskant per direct vertrok naar de Poolse topclub Wisła Kraków. Hij is vervangen door het trainers-duo John Karelse en Gert Aandewiel.

### Overzicht mutaties selectie
Voor recente transfers bekijk: Eredivisie 2010/11 (mannenvoetbal)/Transfers zomer

#### Vertrokken spelers voor einde transferperiode
| speler                | positie                  | nieuwe club            | bijzonderheden |
| --------------------- | ------------------------ | ---------------------- | -------------- |
| Patrick Zwaanswijk    | verdediger               | Central Coast Mariners | einde contract |
| Martijn Reuser        | aanvaller                | einde carrière         | einde contract |
| Ellery Cairo          | aanvaller                | Heracles Almelo        | einde contract |
| Kurt Elshot           | verdediger               | geen nieuwe club       | einde contract |
| Tommie van der Leegte | middenvelder             | einde carrière         | einde contract |
| Johan Jansen          | keeper                   | Almere City FC         | einde contract |
| Ali Benomar           | middenvelder             | niet bekend            | einde contract |
| Tim Hofstede          | verdediger               | FC Den Bosch           | einde contract |
| Benjamin van Wanrooy  | verdediger               | Baronie                | einde contract |
| Enric Vallès          | middenvelder             | Birmingham City        | einde contract |
| Rogier Veenstra       | aanvaller                | HSV Hoek               | einde contract |
| Edinho Pattinama      | aanvaller                | RKSV Leonidas          | einde contract |
| Edwin de Graaf        | middenvelder             | Hibernian              | einde contract |
| Kees Kwakman          | middenvelder/ verdediger | FC Augsburg            | verkocht       |

#### Aangetrokken spelers voor einde transferperiode
| Speler           | positie      | oude club      | bijzonderheden                           |
| ---------------- | ------------ | -------------- | ---------------------------------------- |
| Jens Janse       | verdediger   | Willem II      | contract voor 3 jaar                     |
| Kees Luyckx      | middenvelder | AZ Alkmaar     | contract voor 3 jaar                     |
| Gino Mommers     | keeper       | RBC Roosendaal | contract voor 1 jaar                     |
| Fouad Idabdelhay | aanvaller    | RKC Waalwijk   | was 1 jaar verhuurd                      |
| Ali Boussaboun   | aanvaller    | Al-Nassr       | contract voor 1 jaar                     |
| Milano Koenders  | verdediger   | AZ Alkmaar     | gehuurd voor 1 jaar                      |
| Gábor Horváth    | verdediger   | Videoton       | gehuurd voor 1 jaar (met optie tot koop) |

## Statistieken

### Competitiewedstrijden
| datum             |                  | uitslag |                  | doelpunt(en) NAC                                | punten | ranglijst |
| ----------------- | ---------------- | ------- | ---------------- | ----------------------------------------------- | ------ | --------- |
| 8 augustus 2010   | NAC Breda        | 1-1     | AZ Alkmaar       | Matthew Amoah                                   | 0      | 12        |
| 15 augustus 2010  | FC Utrecht       | 3-1     | NAC Breda        | Matthew Amoah                                   | 0      | 16        |
| 21 augustus 2010  | SC Heerenveen    | 3-1     | NAC Breda        | Matthew Amoah                                   | 0      | 17        |
| 28 augustus 2010  | NAC Breda        | 2-0     | VVV-Venlo        | Matthew Amoah, Donny Gorter                     | 3      | 13        |
| 12 september 2010 | NAC Breda        | 2-0     | Feyenoord        | Robbert Schilder 2×                             | 6      | 10        |
| 18 september 2010 | Vitesse          | 0-0     | NAC Breda        |                                                 | 7      | 11        |
| 26 september 2010 | NAC Breda        | 2-1     | Willem II        | Kees Luyckx, Joonas Kolkka                      | 10     | 8         |
| 2 oktober 2010    | NAC Breda        | 2-0     | N.E.C.           | Matthew Amoah, Fouad Idabdelhay                 | 13     | 6         |
| 16 oktober 2010   | AFC Ajax         | 3-0     | NAC Breda        |                                                 | 13     | 8         |
| 22 oktober 2010   | NAC Breda        | 1-2     | Roda JC          | Joonas Kolkka                                   | 13     | 11        |
| 26 oktober 2010   | Heracles Almelo  | 4-1     | NAC Breda        | Kees Luyckx                                     | 13     | 11        |
| 30 oktober 2010   | NAC Breda        | 2-0     | BV De Graafschap | Rob Penders, Donny Gorter                       | 16     | 10        |
| 6 november 2010   | FC Groningen     | 2-1     | NAC Breda        | e.d. Andreas Granqvist                          | 16     | 11        |
| 13 november 2010  | NAC Breda        | 2-1     | FC Twente        | Ali Boussaboun, Matthew Amoah                   | 19     | 11        |
| 21 november 2010  | ADO Den Haag     | 3-0     | NAC Breda        |                                                 | 19     | 11        |
| 26 november 2010  | NAC Breda        | 4-2     | PSV              | Matthew Amoah 2×, Ali Boussaboun, Leonardo      | 22     | 10        |
| 4 december 2010   | SBV Excelsior    | 1-3     | NAC Breda        | Matthew Amoah, Robbert Schilder, Ali Boussaboun | 25     | 10        |
| 11 december 2010  | NAC Breda        | 3-1     | FC Utrecht       | Csaba Feher, e.d. Alje Schut, Kees Luyckx       | 28     | 7         |
| 18 december 2010  | NAC Breda        | 1-1     | Vitesse          | Nemanja Gudelj                                  | 29     | 9         |
| 22 januari 2011   | N.E.C.           | 2-2     | NAC Breda        | Nemanja Gudelj, Kevin Van der Pluijm            | 30     | 10        |
| 30 januari 2011   | NAC Breda        | 0-3     | AFC Ajax         |                                                 | 30     | 10        |
| 5 februari 2011   | VVV-Venlo        | 3-0     | NAC Breda        |                                                 | 30     | 10        |
| 13 februari 2011  | NAC Breda        | 0-2     | SC Heerenveen    |                                                 | 30     | 11        |
| 19 februari 2011  | PSV              | 4-1     | NAC Breda        | Anthony Lurling                                 | 30     | 11        |
| 26 februari 2011  | NAC Breda        | 3-2     | ADO Den Haag     | Robbert Schilder 2×, Csaba Feher                | 33     | 10        |
| 5 maart 2011      | FC Twente        | 2-0     | NAC Breda        |                                                 | 33     | 10        |
| 13 maart 2011     | Feyenoord        | 3-1     | NAC Breda        | Julian Jenner                                   | 33     | 11        |
| 19 maart 2011     | NAC Breda        | 0-1     | FC Groningen     |                                                 | 33     | 14        |
| 2 april 2011      | BV De Graafschap | 1-3     | NAC Breda        | Leonardo, Anthony Lurling, Donny Gorter         | 36     | 11        |
| 10 april 2011     | AZ Alkmaar       | 1-1     | NAC Breda        | Donny Gorter                                    | 37     | 12        |
| 16 april 2011     | NAC Breda        | 1-2     | SBV Excelsior    | Ali Boussaboun                                  | 37     | 13        |
| 23 april 2011     | Roda JC          | 5-1     | NAC Breda        | Kolkka                                          | 37     | 13        |
| 1 mei 2011        | NAC Breda        | 1-2     | Heracles Almelo  | Amoah                                           | 37     | 13        |
| 15 mei 2011       | Willem II        | 0-1     | NAC Breda        | Jenner                                          | 40     | 13        |

### Wedstrijden KNVB beker
| datum             | fase       |               | uitslag |           | doelpunt(en) NAC                        |
| ----------------- | ---------- | ------------- | ------- | --------- | --------------------------------------- |
| 23 september 2010 | 3de        | NAC Breda     | 3-1     | VVV-Venlo | Leonardo, Matthew Amoah, Ali Boussaboun |
| 9 november 2010   | 4de        | sc Heerenveen | 0-2     | NAC Breda | Matthew Amoah, Robbert Schilder         |
| 18 januari 2011   | 1/8 finale | Telstar       | 0-1     | NAC Breda | Kees Luyckx                             |
| 27 januari 2011   | 1/4 finale | AFC Ajax      | 4-1     | NAC Breda | Fouad Idabdelhay                        |